# Thanh trừng Ansei
Thanh trừng An Chính (Ansei) (安政の大獄 An Chính đại ngục) là cuộc thanh trừng từ năm 1858 đến năm 1859, sát hại hơn 100 người từ Mạc phủ, nhiều phiên và quan lại trong triều. 8 trong số người bị thanh trừng cũng bị xử tử.
- Năm An Chính thứ năm (1858): Bắt đầu bắt giữ những người gây rối theo lệnh của Ii Naosuke.
- Nam An Chính thứ sáu (1859): Liên tiếp bắt giữ và điều tra.

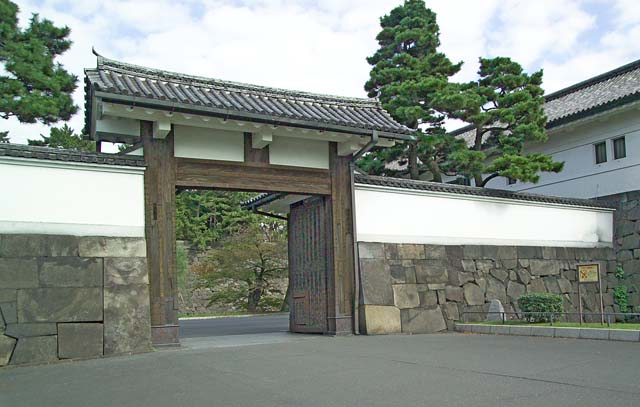
Cửa Sakurada của thành Giang Hộ (Sakurada-mon): vụ ám sát Ii Naosuke diễn ra gần đó.

- Năm An Chính thứ bảy (3 tháng 3 năm 1860): Ii Naosuke bị ám sát, còn được gọi là "Sự kiện Sakurada-mon."[2]

Cuộc thanh trừng do Ii Naosuke tiến hành với nỗ lực làm im lặng những người phản đối lại việc ông sắp đặt việc truyền ngôi Tướng quân và ký Hiệp ước Hữu nghị và Thương mại Hoa Kỳ-Nhật Bản.
Những người bị xử tử trong cuộc thanh trừng gồm có:
- Matsudaira Yoshinaga – người đứng đầu phiên Fukui
- Date Munenari - người đứng đầu phiên Uwajima
- Yamanouchi Toyoshige - người đứng đầu phiên Tosa